# Mái dầm Việt Nam
Mái dầm Việt Nam hay tiêu thảo Bà Nà (danh pháp: Cryptocoryne vietnamensis) là một loài thực vật có hoa trong họ Ráy (Araceae). Loài này được I.Hertel & H.Mühlberg mô tả khoa học đầu tiên năm 1994.